# Cukiernia Roman Pomianowski i Syn
Cukiernia Roman Pomianowski i Syn – warszawska firma cukiernicza. Została założona w 1920 roku przez Romana Pomianowskiego, który cukierniczego fachu uczył się w radomskiej cukierni u swojego stryja, Bolesława.

## Nazwa
Pierwotnie na szyldach firmy umieszczano napis „R. Pomianowski”, zaś po wojnie zmieniono nazwę na „Roman Pomianowski i Syn”, dzięki czemu swoje miejsce na afiszu miał, kontynuator rodzinnej tradycji cukierniczej, Lech Pomianowski. Niezależnie od zmian oficjalnej nazwy i kroju czcionki, warszawiacy nazywali firmę „Rom Pom”.

## Siedziba
Początkowo cukiernia mieściła się w budynku na rogu ul. Marszałkowskiej i Piusa XI (obecnie ul. Piękna). Po kilku latach otworzono również dużą filię na Żoliborzu przy pl. Inwalidów, gdzie otwarto jedną z pierwszych sal bilardowych w Warszawie. Po wojnie przeniosła się na ul. Krakowskie Przedmieście 8, gdzie funkcjonowała do 2006 roku.
Obecnie cukiernia mieści się na Sadach Żoliborskich, na rogu ul. Broniewskiego i Krasińskiego, gdzie znajduje się zarówno pracownia cukiernicza, sklep, jak i mała kawiarenka.